# ارگوسترول
ارگوسترول (به انگلیسی: Ergosterol) با فرمول شیمیایی C۲۸H۴۴O یک استرول در دیواره قارچها است که جرم مولی آن ۳۹۶٫۶۵ g/mol می‌باشد. ارگوسترول نقشی مشابه کلسترول در سلولهای جانوری را در قارچها دارد و بسیاری از داروهای ضدقارچ مانند پلی‌ان‌ها بر آن موثرند. ارگوسترول پیش‌ویتامین D2 نیز می‌باشد.